# Zillertal Arena
Zillertal Arena is een van de drie deelgebieden van het Zillertal in de Oostenrijkse regio Tirol. Het gebied staat bekend om de enorme grootschalige wintersportmogelijkheden. Het gebied kent een aantal bekende skidorpen Gerlos, Zell am Ziller en Königsleiten.
- Afstand tot Utrecht: 959 km
- Hoogte skigebied: 579 - 2500 m
- Totale lengte pistes: 166 km
- Totale lengte blauwe pisten: 40 km
- Totale lengte rode pisten: 115 km
- Totale lengte zwarte pisten: 11 km
- Langlaufloipes: 58 km
- 52 skiliften
- Verlichte dalafdaling in Zell am Ziller

## Kabelbanen in Zillertal Arena
- Dorfbahn
- Duxer 6er Bubble
- Ebenfeld Xpress
- Furstalmbahn
- Fussalm Xpress
- Gerlossteinbahn
- Hanser Xpress
- Isskogelbahn
- Karspitz Xpress
- Wilde Krimml
- Krummbach Xpress
- Plattenkogel Xpress I
- Plattenkogel Xpress II
- Rosenalmbahn I
- Rosenalmbahn II
- Sonnwendkopf
- Wiesenalmbahn I
- Wiesenalmbahn II